# Lúcia Araújo Silva
Lúcia Fernanda Ferreira Araújo Silva (2 de março de 1964) é uma deputada e política portuguesa. Ela é deputada à Assembleia da República na XIV legislatura pelo Partido Socialista. Ela possui uma licenciatura em Humanidades.